# کومبرلند (مریلند)
کومبرلند (به انگلیسی: Cumberland) یک شهر در ایالات متحده آمریکا است که در شهرستان الیگنی، مریلند واقع شده‌است. کومبرلند ۲۶٫۲۱ کیلومتر مربع مساحت و ۲۰٬۸۵۹ نفر جمعیت دارد و ۱۹۱ متر بالاتر از سطح دریا واقع شده‌است.